# Rágivka
Rágivka (en ucraniano: Рагівка, romanizado: Ráhivka) es un pueblo ucraniano perteneciente al óblast de Kiev. Situado en el centro del país, forma parte del raión de Víshgorod y parte del municipio (hromada) de Krasiatichi.

## Toponimia
El nombre del asentamiento en ruso es Rágovka (en ruso: Раговка).

## Geografía
Rágivka se encuentra a menos de 3 km de Poliske.

## Historia
Hasta el 18 de julio de 2020, Rágivka era parte del raión de Poliske.
Desde el 24 de febrero de 2022 hasta el 1 de abril de 2022, durante la invasión rusa de Ucrania, la aldea fue ocupada temporalmente por tropas rusas.

## Demografía
Según el censo de 2001, la lengua materna de la mayoría de los habitantes, el 96,42%, es el ucraniano; y del 1,69% es el ruso.